# Lijst van civil parishes in Worcestershire
Onderstaande lijst bevat alle civil parishes in het Engelse ceremoniële graafschap Worcestershire.
1. Abberley
2. Abberton
3. Abbots Morton
4. Aldington
5. Alfrick
6. Alvechurch
7. Ashton under Hill
8. Astley and Dunley
9. Aston Somerville
10. Badsey
11. Barnt Green
12. Bayton
13. Beckford
14. Belbroughton
15. Bentley Pauncefoot
16. Beoley
17. Berrow
18. Besford
19. Bewdley
20. Bickmarsh
21. Birlingham
22. Birtsmorton
23. Bishampton
24. Bockleton
25. Bournheath
26. Bransford
27. Bredicot
28. Bredon
29. Bredon's Norton
30. Bretforton
31. Bricklehampton
32. Broadheath
33. Broadwas
34. Broadway
35. Broome
36. Broughton Hackett
37. Bushley
38. Castlemorton
39. Catshill and North Marlbrook
40. Chaddesley Corbett
41. Charlton
42. Childswickham
43. Church Lench
44. Churchill and Blakedown
45. Churchill
46. Cleeve Prior
47. Clent
48. Clifton upon Teme
49. Cofton Hackett
50. Conderton
51. Cookhill
52. Cotheridge
53. Croome D'Abitot
54. Cropthorne
55. Crowle
56. Defford
57. Doddenham
58. Dodderhill
59. Dodford with Grafton
60. Dormston
61. Doverdale
62. Drakes Broughton and Wadborough
63. Droitwich Spa
64. Earl's Croome
65. Eastham
66. Eckington
67. Eldersfield
68. Elmbridge
69. Elmley Castle
70. Elmley Lovett
71. Evesham
72. Feckenham
73. Finstall
74. Fladbury
75. Flyford Flavell
76. Frankley
77. Grafton Flyford
78. Great Comberton
79. Great Witley
80. Grimley
81. Guarlford
82. Hadzor
83. Hagley
84. Hallow
85. Hampton Lovett
86. Hanbury
87. Hanley Castle
88. Hanley
89. Hartlebury
90. Harvington
91. Hill and Moor
92. Hill Croome
93. Hillhampton
94. Himbleton
95. Hindlip
96. Hinton on the Green
97. Holdfast
98. Holt
99. Honeybourne
100. Huddington
101. Hunnington
102. Inkberrow
103. Kemerton
104. Kempsey
105. Kenswick
106. Kidderminster Foreign
107. Kington
108. Knighton on Teme
109. Knightwick
110. Kyre
111. Leigh
112. Lickey and Blackwell
113. Lickey End
114. Lindridge
115. Little Comberton
116. Little Malvern
117. Little Witley
118. Longdon
119. Lower Sapey
120. Lulsley
121. Madresfield
122. Malvern Wells
123. Malvern
124. Mamble
125. Martin Hussingtree
126. Martley
127. Naunton Beauchamp
128. Netherton
129. Newland
130. North and Middle Littleton
131. North Claines
132. North Piddle
133. Norton and Lenchwick
134. Norton Juxta Kempsey
135. Oddingley
136. Offenham
137. Ombersley
138. Overbury
139. Pebworth
140. Pendock
141. Pensax
142. Peopleton
143. Pershore
144. Pinvin
145. Pirton
146. Powick
147. Queenhill
148. Ribbesford
149. Ripple
150. Rochford
151. Rock
152. Romsley
153. Rous Lench
154. Rushock
155. Rushwick
156. Salwarpe
157. Sedgeberrow
158. Severn Stoke
159. Shelsley Beauchamp
160. Shelsley Kings
161. Shelsley Walsh
162. Shrawley
163. South Littleton
164. Spetchley
165. St. Peter the Great County
166. Stanford with Orleton
167. Stock and Bradley
168. Stockton on Teme
169. Stoke Bliss
170. Stoke
171. Stone
172. Stoulton
173. Stourport-on-Severn
174. Strensham
175. Suckley
176. Tenbury
177. Throckmorton
178. Tibberton
179. Tutnall and Cobley
180. Upper Arley
181. Upton Snodsbury
182. Upton Warren
183. Upton-upon-Severn
184. Warndon
185. Welland
186. West Malvern
187. Westwood
188. White Ladies Aston
189. Whittington
190. Wichenford
191. Wick
192. Wickhamford
193. Wolverley and Cookley
194. Wyre Piddle
195. Wythall